# Костюков Іван Іванович
Іван Іванович Костюков (10 вересня 1926, місто Дніпропетровськ, тепер місто Дніпро — 18 жовтня 2001, місто Москва) — радянський профспілковий діяч, голова ЦК профспілки робітників металургійної промисловості СРСР. Член Центральної Ревізійної комісії КПРС у 1971—1990 роках. Член президії ВЦРПС у 1982—1990 роках.

## Життєпис
У 1941—1943 роках — слюсар Сінарського трубного заводу Свердловської області РРФСР.
У 1947—1953 роках — електрозварник, технік Сінарського трубного заводу міста Каменська-Уральського Свердловської області РРФСР.
Член ВКП(б) з 1951 року.
У 1953—1959 роках — інженер, начальник бюро Дніпропетровського трубопрокатного заводу імені Леніна.
У 1957 році закінчив вечірнє відділення Дніпропетровського металургійного інституту.
У 1959—1962 роках — заступник секретаря партійного комітету, секретар партійного комітету Дніпропетровського трубопрокатного заводу імені Леніна.
Закінчив заочно Вищу партійну школу при ЦК КПРС.
У 1962—1964 роках — голова Дніпропетровського обласного комітету профспілки робітників металургійної промисловості.
У лютому 1964—1991 роках — голова ЦК профспілки робітників металургійної промисловості СРСР.
З 1991 року — персональний пенсіонер у Москві.
Помер 18 жовтня 2001 року. Похований в Москві на Хованському цвинтарі.

## Нагороди і звання
- ордени
- медалі